# 安德里亞·博伊奇
安德里亞·博伊奇（羅馬化：Andrija Bojić，1993年5月28日—）為塞爾維亞男子籃球運動員，場上位置為中鋒。博伊奇的父親佩賈·博伊奇（Peđa Bojić）為籃球教練。博伊奇從2003年開始效力於Alimenti，始踏上籃球路，之後被送到Pionir，2008年來到Mega Vizura。2022年9月8日，P. LEAGUE+高雄鋼鐵人宣布與博伊奇完成簽約，球團取中文名為「鉑伊」。鋼鐵人時任總教練格魯諾維奇（SlavoljubLaleGorunovic）評價博伊奇為PLG版尼古拉·約基奇。11月22日，鋼鐵人宣布與博伊奇解除合約關係。12月10日，博伊奇加盟蘇波迪查。

## 外部連結
- 安德里亞·博伊奇在fiba.basketball（英语）
- 安德里亞·博伊奇在archive.fiba.com（存檔）（英语）
- 安德里亞·博伊奇在歐洲籃球聯賽官網（英语）
- 安德里亞·博伊奇在亞得里亞海聯賽官網（英语）
- 安德里亞·博伊奇在P. LEAGUE+官網
- 安德里亞·博伊奇在Eurobasket.com（球員）（英语）
- 安德里亞·博伊奇在Proballers（英语）
- 安德里亞·博伊奇在RealGM（英语）